# مصدر صناعي
المصدر الصناعي مصدر قياسي يطلق على كل لفظ زِيد في آخره حرفا الياء المشددة والتاء المربوطة فينقل إلى الاسمية ويصير اسم معنى مجرد. فهو يدل على صفة في اللفظ الذي صنع منه، أو على ما فيه من خصائص. وخلافه المصدر الأصلي هو اللفظ الدال على الحدث، مجردا من الزمان، نحو علِم عِلما وقام قياما. إذا جاء من فعل ثلاثي فغير قياسي، أما إن أتى من رباعي ومما فوقه فيعود قياسيا.